# Sjöwall i Wahlöö
Sjöwall i Wahlöö – szwedzka para pisarska – Maj Sjöwall  i Per Wahlöö, uważani za klasyków literatury kryminalnej.

## Charakterystyka twórczości
Para jest znana przede wszystkim z napisanego wspólnie cyklu powieści kryminalnych z bogatym tłem obyczajowym, znanego jako Roman om ett brott (dosłownie „powieści o przestępstwie”, na język polski termin ten tłumaczono też jako „opowieści z życia policji”). Dziesięciotomowy cykl opublikowany został w latach 1965–1975. Jego głównym bohaterem jest Martin Beck, oficer wydziału zabójstw policji w Sztokholmie. W powieściach o Martinie Becku para autorska Sjöwall i Wahlöö dawała wyraz swoim wyraźnie lewicowym przekonaniom politycznym, krytykując szwedzki socjaldemokratyczny model państwa. „Weekly worker” nazywa ich marksistami, a Per Wahlöö był członkiem partii komunistycznej
Książki są wznawiane przez renomowane wydawnictwa i poprzedzane przedmowami najpopularniejszych współczesnych autorów, jak Henning Mankell, Val McDermid czy Michael Connelly. Na liście 50 najlepszych pisarzy kryminalnych Marcela Berlinsa zamieszczonej w Times Online otrzymali 15 miejsce jako matka i ojciec skandynawskiego kryminału.

## Powieści
Cykl składa się z dziesięciu powieści. Wszystkie doczekały się przekładu na język polski.
Poniżej informacje o pierwszych polskich wydaniach; część powieści była wznawiana:
- 1. Roseanna (1965)

przekład polski:
– Roseanna – wyd. Amber, Warszawa 2009, tłum. Halina Thylwe
- 2. Mannen som gick upp i rök (1966)

przekład polski:
– Mężczyzna, który rozpłynął się w powietrzu – wyd. Amber, Warszawa 2009, tłum. Halina Thylwe
- 3. Mannen på balkongen (1967)

przekład polski:
– Mężczyzna na balkonie – wyd. Amber, Warszawa 2009, tłum. Halina Thylwe
- 4. Den skrattande polisen (1968)

przekład polski:
– Śmiejący się policjant – wyd. Czytelnik, Warszawa 1973, tłum. Maria Olszańska;
– Śmiejący się policjant – wyd. Amber, Warszawa 2010, tłum. Halina Thylwe
- 5. Brandbilen som försvann (1969)

przekład polski:
– Jak kamień w wodę – Wydawnictwo Poznańskie, Poznań 1990, tłum. Maria Olszańska;
– Wóz strażacki, który zniknął – wyd. Amber, Warszawa 2010, tłum. Halina Thylwe
- 6. Polis, polis, potatismos (1970)

przekład polski:
– Morderstwo w Savoyu – wyd. Amber, Warszawa 2010, tłum. Halina Thylwe
- 7. Den vedervärdige mannen från Säffle (1971)

przekład polski:
– Człowiek z Säffle – Wydawnictwo Poznańskie, Poznań 1976, tłum. Maria Olszańska;
– Twardziel z Säffle – wyd. Amber, Warszawa 2011, tłum. Halina Thylwe
- 8. Det slutna rummet (1972)

przekład polski:
– Zamknięty pokój – Wydawnictwo Poznańskie, Poznań 1980, tłum. Maria Olszańska;
– Zamknięty pokój – wyd. Amber, Warszawa 2011, tłum. Halina Thylwe
- 9. Polismördaren (1974)

przekład polski:
– Zabójca policjanta – wyd. Amber, Warszawa 2012, tłum.  Ewa Chmielewska-Tomczak
- 10. Terroristerna (1975)

przekład polski:
– Ludzie przemocy – wyd. Amber, Warszawa 2012, tłum. Ewa Chmielewska-Tomczak

## Rozwiązania literackie
Powieści Sjöwall i Wahlöö były bardzo istotnym krokiem w rozwoju szwedzkiej i światowej literatury kryminalnej. Bazując na doświadczeniu zdobytym w pracy dziennikarskiej autorzy przedstawili realistyczny obraz pracy policji. Zerwali z wieloma schematami wcześniejszych powieści detektywistycznych, a przede wszystkim z modelem głównego bohatera jako genialnego samodzielnie działającego detektywa. W powieściach Sjöwall i Wahlöö geniusz jednostki został zastąpiony realistycznym opisem procedur policyjnych i zbiorowego wysiłku zespołu śledczego. Bardzo ważnym wymiarem świata przedstawionego jest też tło społeczne i obyczajowe Szwecji lat 60. i 70. Osobiste życie policjantów zostało przedstawione jako niepozbawione porażek, problemów i rozterek moralnych.

## Odniesienia polityczne
Pierwsze powieści Sjöwall i Wahlöö koncentrowały się na przedstawieniu samego mechanizmu śledztwa. Począwszy od powieści Śmiejący się policjant coraz większą rolę zaczęły odgrywać aspekty społeczne zbrodni. Przyjętym przez parę autorską założeniem było "Stosować powieść kryminalną jako skalpel odsłaniający ideologiczne zubożenie i moralną wątpliwość tak zwanego państwa dobrobytu typu burżuazyjnego". Począwszy od powieści Człowiek z Säffle w coraz większym stopniu autorzy otwarcie dawali wyraz swym skrajnie lewicowym zapatrywaniom, krytykowali policję jako autorytarną instytucję, która jest narzędziem w rękach opresyjnego państwa i kapitału. Przestępcy w coraz większym stopniu byli przedstawiani jako ofiary niesprawiedliwych stosunków społecznych lub bojownicy walczący ze złym systemem. Autorzy życzliwie pisali o NRD. Jonathan Franzen opisał obraz Szwecji w Śmiejącym się policjancie jako przesadnie krytyczny, co daje efekt komiczny.

## Bohaterowie powieści
W powieściach występuje stały zestaw pierwszoplanowych i epizodycznych postaci:
- Martin Beck – szef wydziału zabójstw sztokholmskiej policji. Cykl opisuje między innymi rozpad jego małżeństwa i trudne relacje z dorastającymi dziećmi. W wolnym czasie buduje modele żaglowców
- Lennart Kollberg – przyjaciel i prawa ręka Becka, często sarkastyczny i arogancki. Beck ceni jego umiejętność wchodzenia w rolę adwokata diabła i krytycznej oceny zebranego materiału. Były żołnierz jednostek powietrznodesantowych. Po zastrzeleniu na służbie człowieka zrezygnował z noszenia broni palnej. Ma skłonność do nadwagi. W przeciwieństwie do Becka jego małżeństwo wydaje się udane.
- Gunvald Larsson –  nielubiany przez resztę zespołu (z wyjątkiem, co dziwi pozostałych członków grupy, Rönna). Działa często na granicy procedur. Przed podjęciem pracy w policji służył w marynarce wojennej i handlowej. Wywodzi się z klasy wyższej, jest czarną owcą rodziny. Wyróżnia się spośród pozostałych policjantów upodobaniem do luksusu, drogich ubrań i samochodów. Kawaler.
- Frederik Melander – "chodzący komputer" zespołu, posiada fotograficzną pamięć i umiejętność streszczania i przedstawiania wszelkich spraw, z jakimi się zetknął. Pali nieodłączną fajkę.
- Åke Stenström – młody policjant, znakomity w śledzeniu podejrzanych, ginie w części czwartej "Śmiejący się policjant".
- Einar Rönn – pozbawiony wyobraźni, ale uparty i skuteczny policjant. Pochodzi z wiejskiej, północnej części Szwecji. Żonaty z Laponką.
- Benny Skacke – nowicjusz.
- Kristiansson i Kvant – policjanci mundurowi, leniwi i nieudolni. Kvant ginie w "Człowieku z Saeffle"; nowym partnerem Kristianssona zostaje Kvastmo.
- Per Månsson – flegmatyczny policjant z Malmö, superspecjalista od rewizji, odgrywający kilkakrotnie ważną rolę w śledztwach grupy Becka.

## Ekranizacje
Powieści Sjöwall i Wahlöö były kilkakrotnie ekranizowane. Jako filmy kinowe:
- The laughing policeman – 1973, USA, reżyseria Stuart Rosenberg, w roli głównej Walter Matthau, ekranizacja Śmiejącego się policjanta przeniesiona w realia amerykańskie, akcja rozgrywa się w San Francisco.
- Mannen på Taket – 1976, Szwecja, reżyseria Bo Widerberg – ekranizacja powieści "Człowiek z Säffle".

Jako serial telewizyjny:
- Martin Beck, Szwecja 1993, różni reżyserzy, w roli Martina Becka występował Gösta Ekman.

Jako cykl 40 filmów telewizyjnych: Szwecja 1997-2020, różni reżyserzy, w roli Martina Becka występował Peter Haber.

### Rok 1
- Beck 1 – Lockpojken (1996)
- Beck 2 – Mannen med ikonerna (1997)
- Beck 3 – Vita nätter (1997)
- Beck 4 – Öga för öga (1997)
- Beck 5 – Pensionat Pärlan (1997)
- Beck 6 – Monstret (1997)
- Beck 7 – The Money Man (Moneyman) (1997)
- Beck 8 – Spår i mörker (1998)

### Rok 2
- Beck 9 – Hämndens pris (kino) (2001)
- Beck 10 – Mannen utan ansikte (TV) (2001)
- Beck 11 – Kartellen (TV) (2001)
- Beck 12 – Enslingen (TV) (2001)
- Beck 13 – Okänd avsändare (TV) (2001)
- Beck 14 – Annonsmannen (TV) (2002)
- Beck 15 – Pojken i glaskulan (TV) (2002)
- Beck 16 – Sista vittnet (kino) (2002)

### Rok 3
- Beck 17 – Skarpt läge (kino) 2006
- Beck 18 – Flickan i Jordkällaren (TV) 2006
- Beck 19 – Gamen (TV) 2007
- Beck 20 – Advokaten (TV) 2007
- Beck 21 – Den japanska Shungamålningen (TV) 2007
- Beck 22 – Den svaga länken (kino) 2007
- Beck 23 – Det tysta skriket (TV) 2007
- Beck 24 – I Guds namn (TV) 2007

Serial i cykl filmów telewizyjnych zawierają też scenariusze, które nie są oparte na powieściach,
lecz wykorzystują tych samych bohaterów. Realia zostały uwspółcześnione, złagodzono też znacznie polityczną warstwę fabuły.